# Processo de impeachment de Getúlio Vargas
O processo de impeachment de Getúlio Vargas consistiu em uma questão processual aberta com vistas ao impedimento da continuidade do mandato de Getúlio Vargas como Presidente da República do Brasil em 1954.
Foi rejeitada na Câmara Federal no dia 16 de junho de 1954, por 136 votos contra 35, e 40 abstenções. Contra ele, tinha denúncias de beneficiar o jornal Última Hora e tentativa de implantar o que denominavam de república sindicalista. Apesar da vitória no processo, ele não concluiu seu mandato, pois, sob pressão dos militares e o contexto do atentado contra o líder da oposição Carlos Lacerda, suicidou-se em 24 de agosto de 1954. A coalizão getulista, embora não muito sólida, tinha 57% da Câmara.

## Histórico
Em 1953 houve a primeira tentativa de impeachment no âmbito da CPI da Última Hora, sendo acusado de beneficiar Samuel Wainer na obtenção de financiamentos junto ao Banco do Brasil.
Já no ano de 1954, a oposição possuía várias de denúncias para tentar afastá-lo do governo. Em fevereiro é divulgado o Manifesto dos Coronéis, contrário à proposta de aumento de 100% do salário mínimo; quando foi em março surgiu à notícia de um acordo secreto entre os presidentes Vargas e Perón para o constituição do bloco ABC (Argentina, Brasil e Chile) com a finalidade de diminuir a influência dos Estados Unidos na área. A crise política foi sufocando e a probabilidade de golpe de Estado, exclusiva apenas as vozes oposicionistas mais ferrenhas, a exemplo do jornalista Carlos Lacerda e do deputado Aliomar Baleeiro, ganharam ascendentes espaços no debate político, sendo que em maio veio à luz amarela por governo, momento em que a tensão iniciou pelo aumento de 100% do salário mínimo e pela elevação da contribuição dos empregadores para a previdência social e cruzando o assassinato do jornalista Nestor Moreira - de A Noite - ocorrido nas dependências do 2º Distrito Policial no Rio de Janeiro. Vale salientar ainda que em junho culminou um pedido novo de impeachment no Congresso, sendo rejeitado no mesmo mês por ampla margem.